# Ludmila Kleinmondová
Ludmila Kleinmondová, křtěná Ludmila Anna Marie, také Ludmila Janovská-Kleinmondová (10. února 1870 Nové Město (Praha) – 1955 Praha) byla česká malířka a učitelka malby, členka Krasoumné jednoty a Umělecké besedy.

## Životopis
Narodila se na Novém Městě pražském jako třetí ze čtyř dětí klempíře a kovotepce Rudolfa Kleinmonda a jeho manželky Gabriely, rozené Zemanové.  Otcova firma sídlila na Novém městě v Jungmannově ulici čp. 744/II a inzerovala tepané květinové koše, svítilny, kovové věnce a další náhrobní dekoraci.
Absolvovala školu Ženského výrobního spolku v Praze 2, Resslově ulici 5, kde byla její matka činovnicí. Malbu a kresbu studovala jednak soukromě, a dále v letech 1887–1894 pokračovala studiem na Uměleckoprůmyslové škole v Praze u (Prof. Schikanedra). Jejími spolužačkami byly například Anna Sequensová nebo Bertha Noback. Patřila k prvním a nejstarším žákyním a absolventkám řádného studia. Oproti mužské škole musela vynechat kreslení podle živého mužského aktu.
Již krátce po absolutoriu se stala členkou Krasoumné jednoty a vystavovala na jejích výročních výstavách v letech 1894–1900. Již tehdy se profilovala jako malířka zátiší a květin (Zátiší s ovocem, Azalky, Růže).
Provdala se za akademického malíře a učitele malby Jana Karla Janovského, cestovali na Jadran. V roce 1926 si otevřeli na Smíchově soukromou malířskou školu. Jejich dcera Ludmila Janovská (* 1907) vystudovala malířství na Akademii výtvarných umění.

## Dílo
Zátiší
Malovala především malbě zátiší, květin a ovoce ve dvou stylových polohách: uvolněný rukopis nebo staromistrovský realismus podle nizozemských mistrů 17. století. 
Od roku 1895 vystavovala na výstavách Umělecké besedy, patřila ve své době k velmi oblíbeným, například v roce 1902 bylo její zátiší Hyacinty vybráno do alba obrazů soudobých českých malířů, které se prodávalo jako výroční prémie Umělecké besedy. Album se distribuovalo  do škol k výzdobě tříd a jako vzor k výuce kreslení. Také nakladatelství B. Kočího zařadilo její zátiší do své edice Obrazárna pro školu a rodinu, inzerované několik let.
Vstoupila do Kruhu výtvarných umělkyň. Její styl však ustrnul již na počátku 20. století a její tvorbu zastínila nová generace českých malířek, zaměřená na avantgardní umění a orientovaná k Paříži.
Národopis
Při cestách s manželem na Slovensko, Slovinsko a na Jadran se věnovala dokumentaci slovanského národopisu. Do alba Rakousko-uherské typy pro lidové nakladatelství Romualda Prombergera v Olomouci vytvořila sérii krojovaných studií "Slovinci z Bledu.
Dokumentovala také české kroje a sbírala starožitné lidové památky, z nichž některé vykoupilo Národopisné muzeum v Praze. V roce 1895 byla členkou výtvarného odboru pořadatelů Národopisné výstavy českoslovanské.

## Galerie

Kytice gladiol (olej na plátně)
Vlčí máky (olej na kartonu)
Zátiší z třešněmi (olej na plátně)
Konvaliny (olej na plátně)
Kytice (olej na plátně) 1907